# Le Luthier de Crémone (film, 1909)
Le Luthier de Crémone (The Violin Maker of Cremona) est un film américain réalisé par D. W. Griffith et sorti en 1909. La même histoire a fait l'objet d'un autre film en 1910 par Albert Capellani pour Pathé. C'est une des toutes premières apparitions de Mary Pickford au cinéma pour les studios Biograph.

## Synopsis
Le luthier Taddeo Ferrari, apprenti du célèbre Andrea Amati, vit à Crémone avec sa fille Giannina qui est secrètement aimée de Filippo, un jeune homme infirme, réputé pour être le meilleur luthier de la ville. Le jeune homme, cependant, réalisant qu'il n'a aucune chance avec elle, compte tenu de son handicap, se résigne à souffrir en silence.

## Fiche technique
- Titre original : The Violin Maker of Cremona
- Réalisation : D. W. Griffith
- Scénario : Frank E. Woods, d'après Le Luthier de Crémone de François Coppée (1876)[2]
- Photographie : G. W. Bitzer
- Distributeur : Biograph Company
- durée : 15 minutes (1 bobine)[3]
- Date de sortie : 7 juin 1909

## Distribution
- Herbert Prior : Taddeo Ferrari
- Mary Pickford : Giannina, fille de Taddeo
- Owen Moore : Sandro
- David Miles[4] : Filippo, the Cripple
- Harry Solter : le Juge
- Marion Leonard : la compagne du juge

Non crédités:
- Charles Avery
- Clara T. Bracey
- John R. Cumpson
- Arthur V. Johnson
- Violet Mersereau
- Anthony O'Sullivan
- Mack Sennett